# Hiệu ứng 3D
Hiệu ứng 3D (tiếng anh: 3D Anaglyph) chính là tác dụng 3D đã đạt được bằng cách mã hóa hình ảnh mỗi mắt bằng cách sử dụng bộ lọc của mỗi nhãn khác nhau (thông thường là màu sắc hơn) màu sắc, thông thường màu đỏ và xanh lơ. Những hình ảnh 3D đều có hai ảnh màu sắc được lọc khác nhau, một cho mỗi con mắt. Khi xem qua chữ "đảo chữ" bằng chữ "đảo chữ", mỗi hình ảnh đạt đến mắt nó nhằm mục đích, tiết lộ một hình ảnh có thể được tích hợp. Vỏ não thị giác của não cầu tạo điều này vào nhận thức của một cảnh ba chiều hay thành phần.

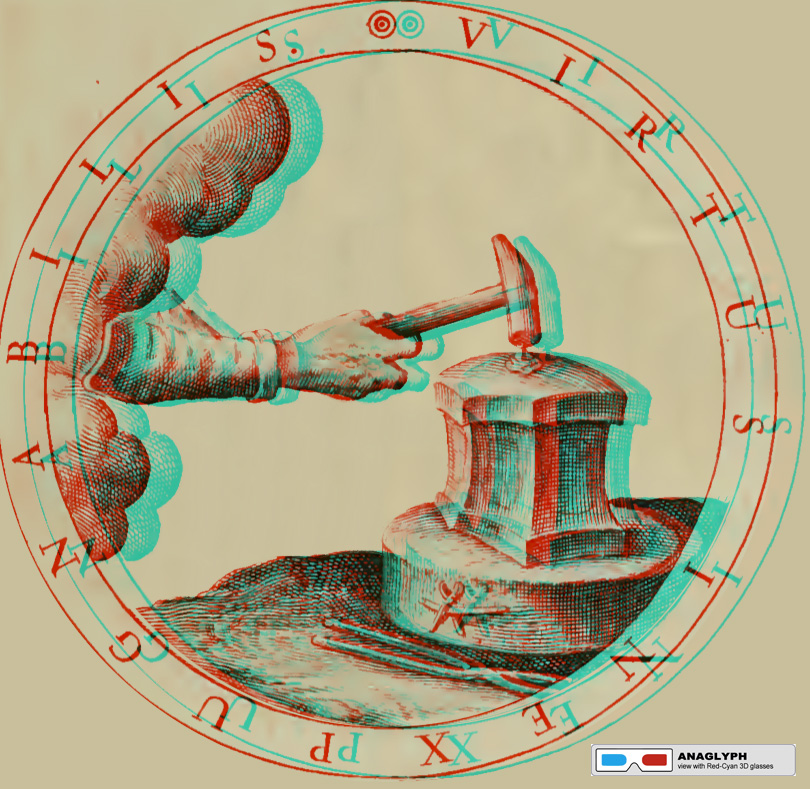
Một hình ảnh anaglyph màu đỏ lục lam đơn giản Nên dùng kính 3D màu lục lam đỏ để xem hình ảnh này một cách chính xác.

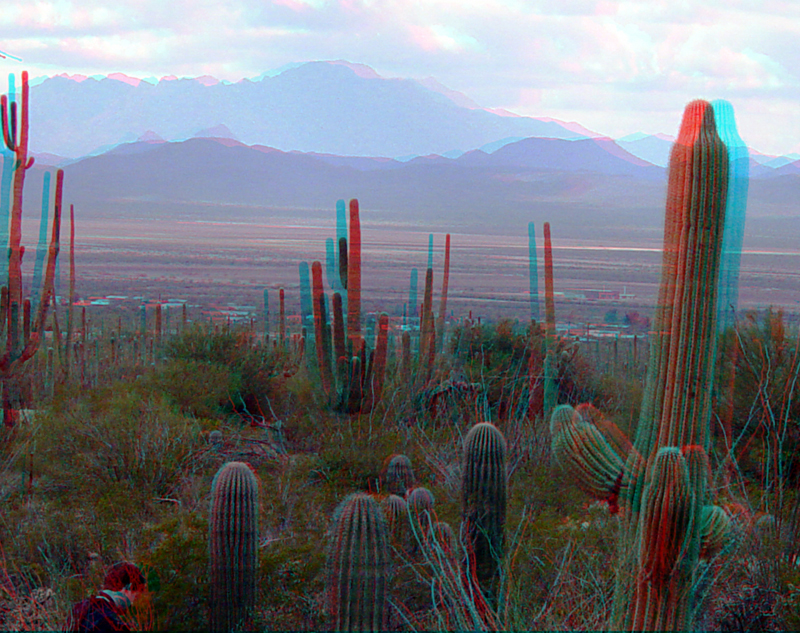
Anaglyph của Vườn quốc gia Saguaro vào lúc hoàng hôn Kính 3D được khuyến khích để xem hình ảnh này một cách chính xác.

Hình ảnh Anaglyph đã được chứng kiến sự hồi sinh gần đây do việc trình bày hình ảnh và video trên web, đĩa Blu-ray, CD và thậm chí cả trong bản in. Gọng kính bằng giấy giá rẻ hoặc kính gọng nhựa có các bộ lọc màu chính xác mà sau năm 2002, thường sử dụng cả 3 màu cơ bản. Tiêu chuẩn hiện tại là màu đỏ và lục lam, với màu đỏ được sử dụng cho kênh bên trái. Vật liệu lọc rẻ hơn được sử dụng trong quá khứ đơn sắc có màu đỏ và xanh lam vì sự tiện lợi và chi phí. Có một cải tiến chất liệu của hình ảnh đầy đủ màu sắc, với bộ lọc màu lục lam, đặc biệt là để có tông màu da chính xác.

## Lịch sử
Mô tả cổ xưa nhất về hiệu ứng viết vào tháng tám năm 1853 bởi W. Rollerin Stargard quan tâm đến "máy in nổi tiếng" của ông (máy nổi tiếng vang). Ông có kết quả tốt nhất xem một bức vẽ màu vàng / xanh với kính màu đỏ / xanh. Tôi thấy rằng với một bức vẽ màu đỏ / xanh, màu đỏ không rõ ràng như những đường màu vàng thông qua kính màu xanh. Vào năm 1858, ở Pháp, Almeida D 'Almeida trình báo cáo cho tôi là Académie trình bày một bản báo cáo về đèn lồng ma thuật ba chiều cho thấy bằng cách sử dụng bộ lọc màu đỏ và xanh cho một khán giả đeo kính màu đỏ và xanh. Sau đó, ông được ghi chép lại như là chịu trách nhiệm về những hình ảnh 3D đầu tiên bằng cách dùng phép đảo chữ. Louis Ducos du hành HaSauron đã sản xuất phép đảo chữ đầu tiên vào năm 1891. Quy trình này bao gồm việc in hai điều tiêu cực hình thành một bức ảnh trong một tờ giấy, một màu xanh (hay xanh lá cây), một màu đỏ. Sau đó người xem sẽ dùng kính màu đỏ (cho mắt trái) và xanh hay xanh (mắt phải). Mắt trái sẽ nhìn thấy hình ảnh màu xanh mà sẽ xuất hiện màu đen, trong khi nó không nhìn thấy màu đỏ; tương tự, mắt phải sẽ nhìn thấy ảnh đỏ, đăng ký như màu đen. Vì vậy, một hình ảnh ba chiều sẽ mang lại kết quả.

## Sản xuất
Một cặp stereo là một đôi hình ảnh từ những góc nhìn khác nhau cùng một lúc. Vật thể gần hơn với máy ảnh (s) có sự khác biệt lớn hơn về diện mạo và vị trí bên trong khung ảnh hơn là vật thể xa hơn từ máy ảnh.
Các máy quay trong lịch sử ghi lại hai hình ảnh được lọc từ góc nhìn mắt trái và mắt phải được chiếu hoặc in với nhau như một hình ảnh, một bên trong một bộ lọc đỏ và bên kia thông qua một màu đỏ như xanh hay xanh hay pha trộn. Như được nêu ra dưới đây, một người có thể sử dụng chương trình máy tính xử lý hình ảnh để mô phỏng hiệu ứng của việc sử dụng bộ lọc màu, sử dụng như một hình ảnh một cặp màu hoặc sắc đơn sắc. Cái này được gọi là sơn móng vuốt hoặc khâu ảnh.

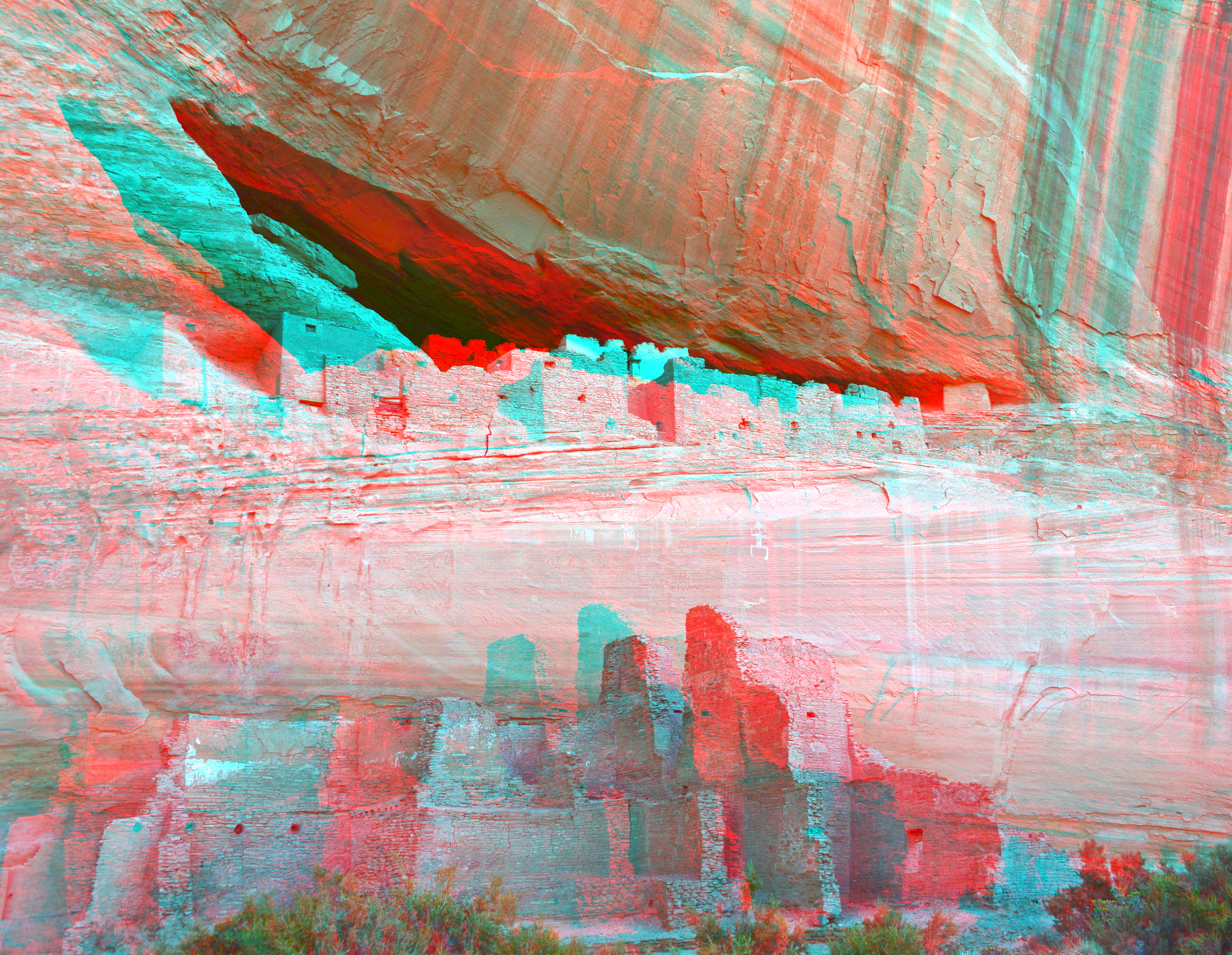

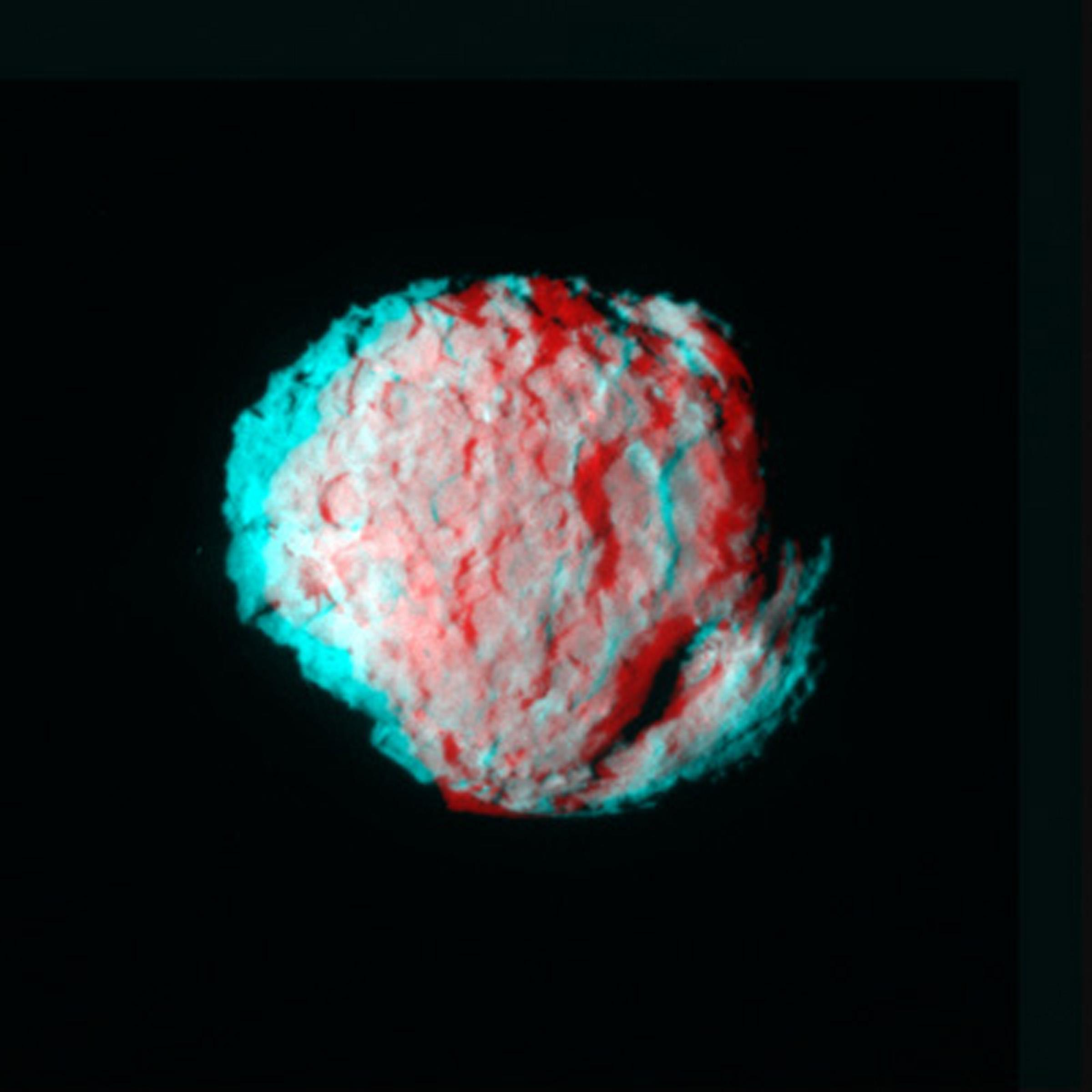

Vào những năm 1970, nhà làm phim Stephen Gibson đã quay trực tiếp những bộ phim dành cho người lớn và người lớn. Hệ thống "Deep Vision" của ông đã thay thế ống kính máy ảnh ban đầu bằng hai ống kính lọc màu tập trung vào cùng một khung phim.  Vào những năm 1980, Gibson đã được cấp bằng sáng chế cho cơ chế của mình.

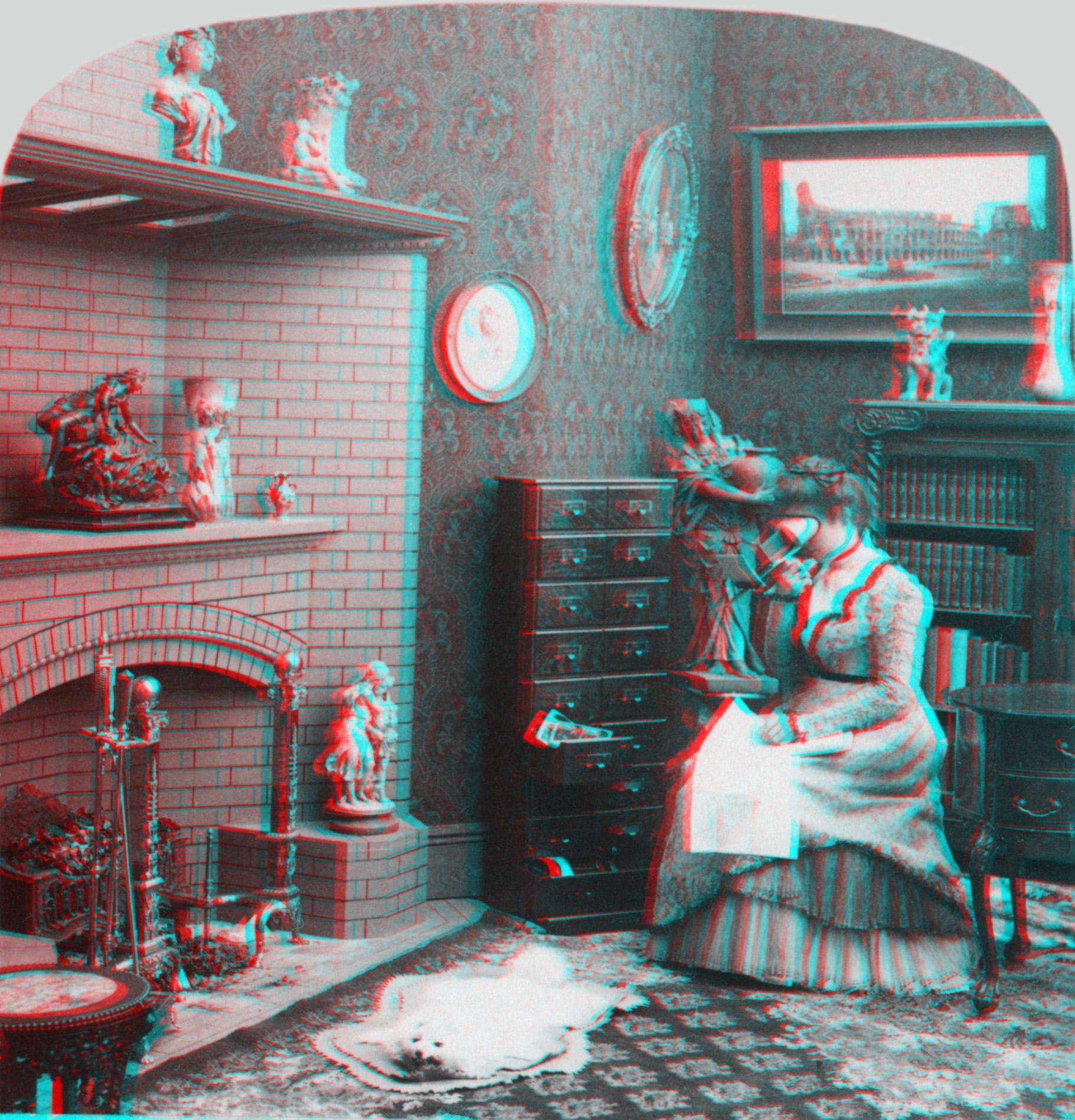

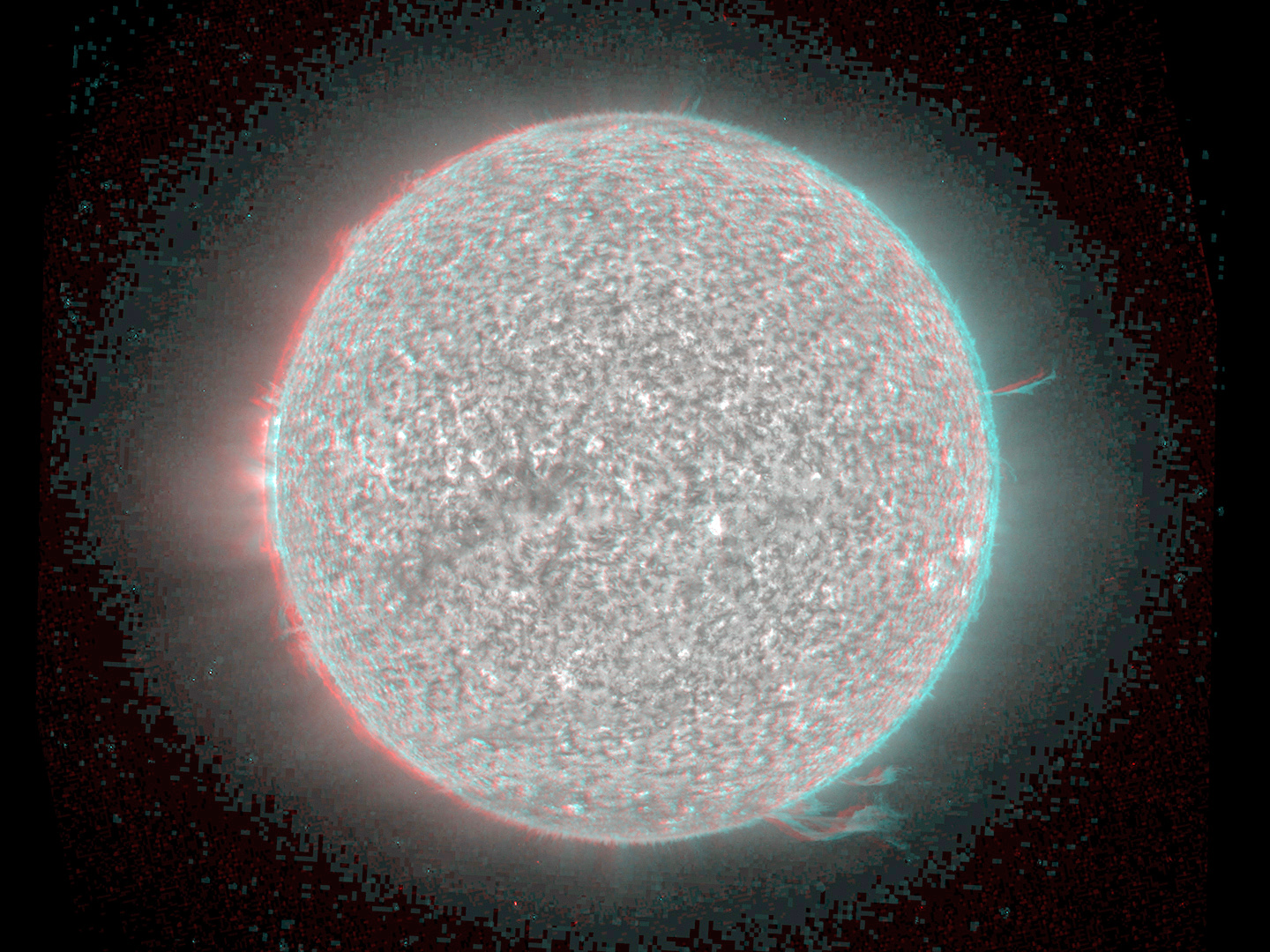